# Kevaughn Frater
Kevaughn Frater (Parrocchia di Saint Andrew, 14 dicembre 1994) è un calciatore giamaicano, attaccante svincolato.

## Carriera

### Nazionale
Viene convocato per la prima volta in nazionale per la partita del 14 novembre 2015 persa 2-0 contro Panama, valevole per la qualificazione ai Mondiali del 2018, senza però scendere in campo. Debutta in nazionale il 16 novembre 2019 nella partita vinta 2-0 contro Antigua e Barbuda valevole per la CONCACAF Nations League entrando al minuto 69 al posto di Shamar Nicholson.

## Statistiche

### Presenze e reti nei club
| Stagione        | Club               | Campionato      | Campionato | Campionato | Coppe nazionali | Coppe nazionali | Coppe nazionali | Coppe continentali | Coppe continentali | Coppe continentali | Supercoppe | Supercoppe | Supercoppe | Totale | Totale |
| Stagione        | Club               | Comp            | Pres       | Reti       | Comp            | Pres            | Reti            | Comp               | Pres               | Reti               | Comp       | Pres       | Reti       | Pres   | Reti   |
| --------------- | ------------------ | --------------- | ---------- | ---------- | --------------- | --------------- | --------------- | ------------------ | ------------------ | ------------------ | ---------- | ---------- | ---------- | ------ | ------ |
| 2019            | New Mexico United  | USL             | 29+1       | 14         | USO-C           | 4               | 3               | -                  | -                  | -                  | -          | -          | -          | 34     | 17     |
| 2019-2020       | Bengaluru          | ISL             | 2+2        | 1          | SC              | -               | -               | AFC Cup            | 0                  | 0                  | -          | -          | -          | 4      | 1      |
| 2020-2021       | Maccabi Netanya    | LH              | 24+7       | 4+1        | GH              | 2               | 0               | -                  | -                  | -                  | -          | -          | -          | 33     | 5      |
| 2021-2022       | Hapoel Nof HaGalil | LH              | 18         | 3          | GH              | 0               | 0               | -                  | -                  | -                  | -          | -          | -          | 18     | 3      |
| Totale Carriera | Totale Carriera    | Totale Carriera | 83         | 23         |                 | 6               | 3               |                    | 0                  | 0                  |            | -          | -          | 89     | 26     |

### Cronologia presenze e reti in nazionale
| Cronologia completa delle presenze e delle reti in nazionale ― Giamaica | Cronologia completa delle presenze e delle reti in nazionale ― Giamaica | Cronologia completa delle presenze e delle reti in nazionale ― Giamaica | Cronologia completa delle presenze e delle reti in nazionale ― Giamaica | Cronologia completa delle presenze e delle reti in nazionale ― Giamaica | Cronologia completa delle presenze e delle reti in nazionale ― Giamaica | Cronologia completa delle presenze e delle reti in nazionale ― Giamaica | Cronologia completa delle presenze e delle reti in nazionale ― Giamaica |
| Data                                                                    | Città                                                                   | In casa                                                                 | Risultato                                                               | Ospiti                                                                  | Competizione                                                            | Reti                                                                    | Note                                                                    |
| ----------------------------------------------------------------------- | ----------------------------------------------------------------------- | ----------------------------------------------------------------------- | ----------------------------------------------------------------------- | ----------------------------------------------------------------------- | ----------------------------------------------------------------------- | ----------------------------------------------------------------------- | ----------------------------------------------------------------------- |
| 16-11-2019                                                              | North Sound                                                             | Antigua e Barbuda                                                       | 0 – 2                                                                   | Giamaica                                                                | CONCACAF Nations League 2019-2020                                       | -                                                                       | 69’                                                                     |
| Totale                                                                  |                                                                         | Presenze                                                                | 1                                                                       |                                                                         | Reti                                                                    | 0                                                                       |                                                                         |